# 1281년

## 연호
- 원(元) 지원(至元) 18년
- 일본(日本) 고안(弘安) 4년
- 쩐 왕조(陳朝) 티에우바오(紹寶) 3년

## 기년
- 원(元) 세조(世祖) 22년
- 고려(高麗) 충렬왕(忠烈王) 7년
- 쩐 왕조(陳朝) 인종(仁宗) 3년

## 사건
- 원이 고려군을 강제로 동원하여 제2차 일본 정벌에 나섰으나 실패하다. 2차 원정은 고려군이 원정군을 지휘했다. 고려를 거쳐 가는 동로군(東路軍)은 함선 900, 병원(兵員) 4만, 강동군(江東軍)은 함선 3,500, 병원 10만이었다.
- 일연, 삼국유사 펴냄

## 사망
- 3월 20일-차브이, 쿠빌라이의 황후
- 오스만의 우두머리 에르투를